# Chang'e 5-T1

Chang'e 5-T1

Chang'e 5-T1 foi uma missão lunar experimental chinesa que foi lançada com sucesso no dia 23 de outubro de 2014 às 18h00 UTC, por meio de um veículo Longa Marcha 3C/G2 a partir do Centro Espacial de Xichang, pela Administração Espacial Nacional da China (CNSA) para a realização de testes da cápsula de reentrada projetada para ser usada na missão planejada Chang'e 5. Como parte final do Programa Chinês de Exploração Lunar, a Chang'e 5, prevista para 2017, será uma missão lunar de retorno de amostras. Assim como suas antecessores, a sonda recebeu o nome da deusa da Lua chinesa Chang'e.
A cápsula de reentrada da Chang'e 5-T1, depois de atravessar 840 mil quilômetros durante sua missão de oito dias, retornou à Terra e aterrissou com sucesso em Bandeira de Siziwang, na Mongólia Interior, China, no dia 31 de outubro de 2014, às 22h42 UTC.

## Objetivo
Essa sonda teve como missão testar as tecnologias que são vitais para o sucesso da futura missão Chang'e 5 que irá recolher amostras da superfície lunar e trazê-las para a Terra. A Chang’e-5-T1 foi lançada numa órbita de transferência lunar e após realizar uma passagem (fly-by) em torno da Lua, reentrando posteriormente na atmosfera terrestre após um voo com duração de 8 dias.
Essa missão de testes teve como objetivo demonstrar se o equipamento corresponderia à precisão dos cálculos necessários para a trajetória de retorno livre, e se a cápsula resistiria à reentrada atmosférica, que ocorre em uma velocidade muito superior do que as cápsulas de reentradas comum usadas para missões em órbita terrestre baixa.
A missão foi concluída com sucesso, a Chang'e 5-T1 pousou como o previsto em um ponto da Mongólia Interior, com uma precisão de 40 metros, foi localizada pela equipe de busca em menos de 5 minutos.

## Características

Cápsula de reentrada da Chang'e 5-T1

Ela consistia em uma nave espacial DFH-3A "do tipo Chang'e 2" com a cápsula de retorno Chang'e 5, lançada por um foguete Longa Marcha 3C/G2 em uma trajetória de retorno livre lunar. Ela fez um loop por trás da Lua e retornou à Terra, testando a alta velocidade da reentrada atmosférica.

## Perfil da missão
- Lançamento: Xichang, 23 de outubro de 2014 às 18h00 UTC[1]
- Duração nominal da missão: 196 horas (8,17 dias)
- Fly-by Lunar: 97 horas após a inserção da órbita final (4,04 dias)
- Periastro: ~13 mil quilômetros da superfície lunar
- Distância da Lua em relação à Terra no próximo fly-by: ~373 mil km[10][11]
- Aterrissagem: Bandeira de Siziwang, Mongólia Interior, em 31 de outubro de 2014, às 22h42 UTC

## Cargas secundárias
A Chang'e 5-T1 também levava uma carga privada chamada de missão 4M (Manfred Memorial Moon Mission) para a empresa de tecnologia espacial alemã, a OHB-System, em homenagem ao fundador da empresa, Manfred Fuchs, que morreu em 2014. A gestão técnica da missão 4M será realizada pela LuxSpace. A carga pesa 14 kg e contém dois instrumentos científicos. O primeiro instrumento é um sinal de rádio para testar uma nova abordagem para a localização de naves espaciais. Radioamadores serão incentivados por meio de distribuição de prêmios a quem receber as transmissões e enviar os resultados de volta para a LuxSpace. O segundo instrumento, um dosímetro fornecido pela empresa espanhola iC-Málaga, irá medir continuamente os níveis de radiação ao longo caminho circunlunar do satélite.
A missão 4M completou o seu fly-by lunar no dia 28 de outubro de 2014. Os sinais enviados pela carga de rádio-amador foram recepcionados em várias localidades do planeta, tais como Europa, China, Japão, Austrália, Nova Zelândia, Argentina, Brasil, Malásia, México, Índia e Rússia.
A sonda também transportava experimentos sobre efeitos de radiação em bactérias e plantas.